# Gasa (Distrikt)
Gasa (མགར་ས་རྫོང་ཁག་) ist einer der 20 Distrikte (dzongkhag) von Bhutan. Gasa ist der nördlichste, flächenmäßig größte, sowie am geringsten und am dünnsten bevölkerte Distrikt Bhutans. Er liegt an der Grenze zu Tibet in der Zone (dzongdey) Central. Gasa wurde 1992 zu einem eigenständigen Distrikt erhoben, davor unterstand Gasa der Verwaltung von Punakha.
Die Einwohnerzahl des Distrikts beträgt 3.952 (Stand: 2017). Die Fläche beträgt 4089 km². Die Hauptstadt des Distrikts ist gleichnamig Gasa. Der Distrikt Gasa gliedert sich in den Hauptort Gasa und vier Gewogs (mit Bevölkerung):
- Gasa (402) (liegt im Nordosten des Goenkaatoe Gewog, gehört jedoch nicht zu diesem)
- Goenkhamae Gewog (906) (Südwesten)
- Goenkaatoe Gewog (166) (Westen)
- Laya Gewog (949) (Nordwesten)
- Lunana Gewog (693) (Osten)